# ディアブルアビオニクス
ディアブルアビオニクス (Diable Avionics) は 、スクウェア・エニックスのコンピュータゲーム『フロントミッション』シリーズに登場する架空の企業。
ここでは、同社の傘下企業であるファイアバレー (FIREVALLEY) 、フレイマン (FREYMAN) 、ホープライズ (HOPERISE) 等についても解説する。

## ディアブルアビオニクス

### 会社概要
- 社名 Diable Avionics
- 本社 U.S.N.（アメリカ）
- 創業 1981年
- 登場作品 全シリーズ

### 沿革
ディアブルアビオニクス(DA)社は前身の航空機メーカーから軍需産業に着手し、シケイダプロジェクトに参加したことにより本格的にWAP産業に乗り出す。WAW産業でもボルトオンの開発を行っていた。
第2次ハフマン紛争においては多くのU.S.N.側主力機を生み出し、中でも「地獄の壁」が搭乗したことでも知られる「フロスト」はU.S.N.軍の代表WAPとして長きに渡って君臨することになる。同シリーズの大ヒットは社をU.S.N.最大の軍需企業にまで押し上げた。
ファイアバレー、フレイマン、ホープライズといったU.S.N.内軍需企業を傘下に収め、U.S.N.内のWAP産業はほぼ一人勝ちのレベルにまで達している。対外的にもWAP老舗のシュネッケ社と業務提携を行うなどWAP開発の最先端をリードしている。
大漢中とも関係が深く、最初に同国に供与されたWAPは同社の製品である。

### 事業部
主に重量級WAPが印象的。重厚なデザインが特徴で、見た目で設計コンセプトを推測することが可能なほど。すべてのパーツ開発を行う。WAP用COMは生産量世界一である。
また、天候に由来した命名を行うのも特徴。

### ヴァンツァー
シケイダ【FA】
腕部担当
コーガR2(Coga R2)【5th】
4脚型レッグパーツ。他にR2HS、R2Mk.II。
ドレーグM2C(Drake M2C)【3rd】
後方支援機。大型化した肩部が特徴。

#### フロスト・シリーズ
| フロスト(Frost)      | フロスト(Frost)                                        |
| -------------------- | ------------------------------------------------------ |
| メーカー             | ディアブルアビオニクス(U.S.N.)                         |
| 固定武装             | なし                                                   |
| 携帯火器             | MULS-P規格適応品                                       |
| 主要搭乗者           | 地獄の壁所属隊員 ウォルター・フェン リン・ウェンライト |
| ブリザイア(Blizzaia) |                                                        |
| メーカー             | ディアブルアビオニクス(U.S.N.)                         |
| 固定武装             | なし                                                   |
| 携帯火器             | MULS-P規格適応品                                       |

フロスト【1ST,3rd,4th,5th,FMO】
全長6.1m、重量27t。正史シリーズのU.S.N.側WAPの代表格。
第64機動戦隊"地獄の壁"が搭乗した機種でもあり、ディアブルアビオニクスを一躍トップメーカーに押し上げた名機中の名機である。また、ゼニスと対極の位置である装甲重視の潮流を生み出した点でも見逃せない。また、『3rd』にもOPのみではあるが出演している。
フロスト地獄の壁仕様（フロストHW）【5th,1ST(DS)】
『5th』ではフロストHWとして登場した重装甲タイプ。DS版『1ST』で正式名称が判明した。戦車の装甲を無理矢理取り付けてあるらしくU.S.NサイドのEXミッションにて模擬演習する際にハルが「正気の沙汰じゃない」と驚嘆する。
HWとは、Hell's Wallの略称。
フロストC【4th,5th】
フロストを発展強化した機体。フロスト改(Customか？)
- フロストA20【FMO】
- フロストM【4th】、フロストM37【2nd】
- 他にM47、M50等。

##### ブリザイア・シリーズ
フロストの系統機。装甲をできるだけ維持しつつ機動力も向上させたシリーズである。
ブリザイア【1ST,5th,FMO】

ブリザイアL【4th,5th,FMO】
本来、重装甲である両シリーズだが、軽量化を図ったこの機種は機動性の向上に成功した。他にL2等。
ブリザイアS【4th】
ブリザイアの最上位型。
ブリザイア2【1ST,FMO】
ブリザイアの改良型。

#### レクソン・シリーズ
| レクソン(Recson) | レクソン(Recson)                                                                |
| ---------------- | ------------------------------------------------------------------------------- |
| メーカー         | ディアブルアビオニクス(U.S.N.)                                                  |
| 固定武装         | なし                                                                            |
| 携帯火器         | MULS-P規格適応品                                                                |
| 主要搭乗者       | デニス・ヴァイカート ビリー・レンゲス ジェイミー・ビンソン ヘクター・レイノルズ |

レクソン【5th】
U.S.N.軍に正式採用され、フロスト、ガスト等と共に活躍している。また、華蓮団にグラップルと共に供与されたWAPとしても印象的である。長距離狙撃を主目的として設計され、敵の接近を想定していないゆえかひょろ長い手足が特徴的。
- H-レクソン【5th】
- H-レクソンAP【5th】
改造バリエーションのひとつ。装甲強化型。
- U-レクソン【4th,5th】
改造バリエーションのひとつ。軽量型。
- レクソンM4F【3rd】
名称及び華蓮団への供与経路からU.S.N.海軍で使用されていると思われる。U.S.N.警察にも配備されている。

##### レクシス・シリーズ
レクシス【4th】
レクソンシリーズのプロトタイプにあたるモデル。長射程火器の使用の為、アームの安定性が重視された設計をされている。他にII型。
- レクシスV【4th,FMO】
- レクシスIIX1【FMO】
  - 他にIIIX1型、VX1型。

#### グラップル・シリーズ
| グラップル(Grapple) | グラップル(Grapple)                                  |
| ------------------- | ---------------------------------------------------- |
| メーカー            | ディアブルアビオニクス(U.S.N.)                       |
| 固定武装            | なし                                                 |
| 携帯火器            | MULS-P規格適応品                                     |
| 主要搭乗者          | ジョー・ペイカー ガストール・マーザ マーカス・アレン |

グラップル【5th】
U.S.N.軍制式WAPで、主に格闘戦を想定としている。同社の重装甲志向を象徴するかのような造りで、ボディから腕部、脚部にかけても全てが装甲板で構成されており、当然ながらその耐久力は非常に高い。反面、その重装甲ゆえに機動性が殺されている。
レクソンと共に華蓮団に提供されたWAPとして印象的。『DRIVE』では第2次ハフマン紛争時に実戦投入された事が確認されている。
グラップルM1【3rd】
名称および華蓮団への供与経路からU.S.N.海軍で使用されていると思われる。
- グラップルEX【5th】
- グラップルF【5th】
  - 他にFS、FS2型。
- グラップルX【5th】
  - 他にX2型。

#### ナムスカル・シリーズ
ナムスカル【1ST(DS),5th】
フロストと同時期に開発されたWAP。軽量ながら高い耐久力を持ち格闘戦に特化したモデル。USN軍では停戦直前より配備されるが、後に機動力と耐久力のバランスの良さが評価され、特殊部隊を中心に配備が進む。
『1ST(DS)』では、終盤の武器商人キャンプで購入可能。システム上では優秀な機体で、特に腕部はゲーム中最高の命中補正90を持ちつつも、以後購入可能な別WAPと比べても非常に軽い。
エンフォーサー(Enforcer)【5th】、 ムンゴス(Mungoss)【5th】、 ムンゴスG【5th】
ナムスカルの改造バリエーション。

#### ファントム
ファントム(Phantom)【1ST(PS)】
第2次ハフマン紛争前後に製造された特殊機体。表向きはディアブルアビオニクス社の最新鋭機ではあるが、PSプランでのヴァンパイア機用として開発された。紛争中の機体でもトップクラスの性能を誇る。ホバー脚標準装備した他、腕部には肩武器を装備ためのハードポイントがなく、通常のWAPとは違う発想で開発されたことがうかがえる。
PSプラン壊滅後もBDの研究に流用され、紛争後にS型デバイス化された機体が数体確認されている。

#### ヘイル・シリーズ
| ヘイル(Hayle)   | ヘイル(Hayle)                                       |
| --------------- | --------------------------------------------------- |
| メーカー        | ディアブルアビオニクス(U.S.N.)                      |
| 固定武装        | ダムクロウ(M14) ダーククロウ(M16) デッドクロウ(M19) |
| 携帯火器        | 装備不能                                            |
| デーゲン(Degen) |                                                     |
| メーカー        | ディアブルアビオニクス(U.S.N.)                      |
| 固定武装        | ブルーアーム(T8) レッドアーム(T10)                  |
| 携帯火器        | 装備不能                                            |

格闘専用のアームを標準搭載する前衛機。後述のデーゲン・シリーズも同じだが、珍しく他社の技術を採用しており、こちらはボールドチャレンジ社のエンジンを取り入れた機体。USN機ではあるが、韓国やアロルデシュなど、O.C.U.圏内へも輸出されている。
- ヘイルM14【2nd】
- ヘイルM16【2nd】
- ヘイルM19【2nd】
バリエーション。搭載格闘腕は機体諸元参照。

#### デーゲン・シリーズ
ヘイル・シリーズ同様、格闘腕を搭載した機体。シュネッケ社との技術提携で開発された。
- デーゲンT8【2nd】
- デーゲンT10【2nd】
バリエーション。搭載格闘腕は機体諸元参照。

#### ガスト・シリーズ
| ガスト(Gust) | ガスト(Gust)                                |
| ------------ | ------------------------------------------- |
| メーカー     | ディアブルアビオニクス(U.S.N.)              |
| 固定武装     | 17mm MG(503B) 17.5mm MG(505A) 20mm MG(505C) |
| 携帯火器     | 装備不能（肩部は可能）                      |

ガスト【1ST,5th,FMO】
U.S.N.軍に正式採用され、フロスト・シリーズと供にUSN軍の代名詞となっている。マシンガン内蔵の腕部（通常のマニピュレーター腕部も存在）と鳥足型の脚部を特徴とし、『2nd』や『4th』でのある意味見事な描写から、やられメカの称号をほしいままにしている。決して表舞台には立たないが、裏方としての仕事ぶりは大きい。
- ガスト100A4【FMO】
  - 他に102、102A2型。
- ガスト500【4th】
  - 他に503、503A型。
- ガスト503B【2nd,4th】
2079年にロールアウトしたモデル。他に505A、505C等。U.S.N.がWAP導入期の白時代の中国（前大漢中）に供与したことでも知られる。E.C.諸国にも輸出。
- ヴェイパー(Vapor)【1ST,4th,5th,FMO】
ガストの改良型。砂漠仕様に特化したサンド・ヴェイパーなる機体も確認されている。他に2A、2B等。軽量で装甲は薄い。ポーランド新資源地帯警備隊でも使用された。
- ヴェイパー2【5th,FMO】
- ヴェイパー2A【FMO】
  - 他に2B型。
- ヴェイパー503【4th】
  - 他に503A型。
- ストーム(Storm)【5th】 - 装甲強化型。機動性は低下した。

#### カーム・シリーズ
カーム【1ST,2nd,4th,FMO】
第2次ハフマン紛争で、ハスキーと並んで主力を担ったシリーズ。重装甲と積載量の多さから、主に重火器支援や格闘用に使用された。しかし後継機開発が進まず、マイナーシリーズとなった。『2nd』ではアロルデジュ革命軍に払い下げされ、『4th』では、公正ベネズエラで運用されていた。
- カーム200【4th,FMO】
- カーム200N【4th】
  - 他に200S型。
- カーム400S【2nd】
  - 他に420V、450S型。
- テンペスト(Tempest)【1ST,4th,FMO】
『4th』では、ベネスエラ州軍のファイター機として運用された。
- テンペスト100【4th,FMO】
- テンペスト100S【FMO】
- ヴォルテックス102(Vortex 102)【FMO】
カームシリーズの最上位機種。
  - 他に105、105S型。

#### エルドス・シリーズ
高い装甲を誇る機体であったが、機動性の低さから支援、後方射撃用として運用されたシリーズ。
- エルドス【1ST,5th】
- エルドスMk.II【FMO】
  - 他にMk.III、Mk.IV型。
- エルドスA【5th】 - 改造バリエーション。
  - 他にB型、2型。
- ペガース(Pegase)【1ST,FMO】 - エルドスの兄弟機。
- ペガースMk.II【FMO】
  - 他にMk.III〜V型。

#### ヴァリアント・シリーズ
第2次ハフマン紛争時において最も耐久力の高い機体と言われている。後方支援機として運用される。
- ヴェルアントG【FMO】
  - 他にG2型。
- ヴァリアント【1ST,4th,FMO】
- ヴァリアントM【FMO】
  - 他にM1型。
- ヴァリアントF【4th】 - E.C.諸国に輸出されている。
  - 他にG1〜G3型。

#### グラシリス
グラシリス【5th】
U.S.N.で運用されるS型デバイス専用WAP。ディアブルアビオニクス社製だが、特殊作戦軍主導で開発され、内部構造は極めて人体に近づけられている。そのコントロールシステムには医療テクノロジーが数多く応用されており、WAPというよりは義体に近い存在というべきものとなっている。
WAPにしては珍しく複座型のコクピットを採用しており、背部パーツを一部パージすることで高機動モードになる（リン曰く「奥の手」）。これはポーランド新資源地帯襲撃でザーフトラ軍が使用したロケットブースターと同様の原理に則ったものである、とのこと。

#### 武器内蔵腕
- ガスト・アーム【1ST,4th,FMO】
- ヴェイパー・アーム【1ST,4th,FMO】

### 兵器
マシンガン
ラプターシリーズ
FV-2xシリーズ
ショットガン
ジリーノシリーズ
ステイトシリーズ
火炎放射器
ヘルポンドシリーズ
バズーカ
M200Aシリーズ
ガトリングガン
FV-M2xx SAWシリーズ
ロード（ハンマー）
ビーナスシリーズ
ナックル
アイアンランプシリーズ
レッカーシリーズ

### 搭乗パイロット一覧
ディアブルアビオニクス社製の機体に搭乗した主なパイロット。()内は登場タイトル。
- フロスト・シリーズ
  - 地獄の壁(1ST)
  - ダリル・トラウベル(4th)
  - ウォルター・フェン(5th)
  - リン・ウェンライト(5th)
  - 暁蓮司(THE DRIVE)
- レクソン・シリーズ
  - デニス・ヴァイカート(3rd)
  - ルカーヴ・ミナエフ(3rd)
  - シンディ・ペザント(3rd)
  - イヴァン・ラーザレフ(3rd)
  - ホアン・モッグション(3rd)
  - チャン・ヨウニン(3rd)
  - リン・ウォベン(3rd)
  - ジョウン・ソンヤン(3rd)
  - ハッタ・ミルザ(3rd)
  - ビリー・レンゲス(4th)
  - ジェイミー・ビンソン(5th)
  - ヘクター・レイノルズ(5th)
- グラップル
  - ジョー・ペイカー(3rd)
  - ガストール・マーザ(3rd)
  - マーカス・アレン(3rd)
  - ユエ・ユイジャン(3rd)

- ナムスカル
  - クリスティン・クーリッジ(5th)
- カーム・シリーズ
  - ケビン・グリーンフィールド(1ST)
  - ジョニー・サンダース(1ST)
  - マシュー・D・ロレンツィオ(1ST)
  - ハル・ファインズ(1ST)
  - ハワード・ウォン(1ST)
  - イネス・トーレス(4th)
  - チャンプ(2089,BOM)
  - オッドアイ(2089,BOM)
  - トーネード(2089,BOM)
- エルドス・シリーズ
  - グーリー・B・オルソン(1ST)
  - ランディ・オニール(5th)
  - オッドアイ(2089-II)
- ドレーグM2C
  - エミール・クラムスコイ(3rd)
- グラシリス
  - リン・ウェンライト(5th)

## ファイアバレー

### 会社概要
- 社名 FIREVALLEY
- 本社 U.S.N.（アメリカ）
- 創業 2020年
- 登場作品 『1ST』『2nd』『4th』『5th』『FMO』

### 事業紹介
主にWAP用銃火器の開発を得意とする企業。ショットガン、ライフル、ロケットランチャー、バズーカなどでヒット作を生み出し、U.S.N.国内からの評価は高い。第2次ハフマン紛争期にはWAP製造を開始し、他社に見られない特殊な発想のWAP開発を行っている。

### 製品紹介

#### ヴァンツァー
| ビガーM1(Vigor M1) | ビガーM1(Vigor M1)                               |
| ------------------ | ------------------------------------------------ |
| メーカー           | ファイアバレー(U.S.N.)                           |
| 固定武装           | 60mm CN                                          |
| 携帯火器           | 装備不能                                         |
| ギャフ(Gaff)       |                                                  |
| メーカー           | ファイアバレー(U.S.N.)                           |
| 固定武装           | クロマー(MG) 19mm SG(A) クロマー5(MG) 23mm SG(B) |
| 携帯火器           | 装備不能                                         |

ビガーM1【2nd】
対空戦車のようなフォルムを持つ機体。脚部はキャタピラ機構を採用している。
ギャフA(Gaff A)【2nd】
4脚型の機種。他にB型。

#### 兵器
ショットガン
キャッツレイ・シリーズ
ライフル
ヘキサファイア・シリーズ
ロケット
ガルヴァトス・シリーズ
キャノン
デルタ・シリーズ
グレネード
ボア・シリーズ

## フレイマン

### 会社概要
- 社名 FREYMAN
- 本社 U.S.N.（カナダ）
- 創業 2065年
- 登場作品 『1ST』『4th』『5th』『FMO』（DA社傘下は4th以降？）

### 事業紹介
WAP用パーツ、バックパック等の開発を主に担当。DA社傘下となる前はWAP本体の開発も行っていた。第2次ハフマン紛争期にはU.S.N.軍主力機を狙い、異なるコンセプトのWAP3機種を立て続けにリリースした。この3シリーズは「フレイマン3大プロジェクト」と呼ばれ、紛争中期に両陣営で広く運用されたが、DA社との採用競争において劣勢を挽回できず、後継機の開発には至らなかった。

### 製品紹介

#### ストーク・シリーズ
| ストーク(Stork) | ストーク(Stork)                    |
| --------------- | ---------------------------------- |
| メーカー        | フレイマン(U.S.N.)                 |
| 固定武装        | なし                               |
| 携帯火器        | MULS-P規格適応品                   |
| 主要搭乗者      | ラトーナ・ラディオーナ・ヴァシレフ |

フレイマン3大プロジェクトのうち、汎用性を重視して作られたシリーズだったが、腕関節や脚部パーツの構造性の良さから機動性に優れ、また若干耐久性に難があったところから主に潜入、工作任務や前線支援用として運用される機体して改良されていった。
操縦性に癖が無く、EC地域では新兵の操縦訓練用に多数導入されており、スマートなフォルムから女性兵士にも人気が高い。OCU地域ではジャマー新兵に配布された。
- ヴァーサ(Versa)【1ST,4th,FMO】
ストークシリーズの試作機として製作されたがのちに製品化。従来のストークより耐久性に優れる。
- ヴァーサX【FMO】
- ストーク【1ST,FMO】
  - ストークMk.II【FMO】
  - ストークMk.IV【1ST,4th】
  - ストークMk.V【4th】
- ヴァルチャーMk.III【FMO】
  - 他にMk.IV、V型。

#### アブニール・シリーズ
フレイマン3大プロジェクトのうち、耐久性を重視して作られたシリーズ。厚い装甲を誇り、出力も高かったため、主にミサイルを搭載した後方用として運用された。しかし、その耐久力の高さから格闘戦でも用いられている。他にII型、C型。
- アブニール【1ST,4th,FMO】
  - アブニールC【FMO】
    - 他にII型、IIC型。

  - アブニール2【4th】
- ボナート(Vonart)【1ST,4th】
アブニールの耐久力を維持しつつ、機動性を高めたシリーズ。ザーフトラ軍でも使用された。
- ボナートC【FMO】
  - 他にII型、IIC型。

#### オルクス・シリーズ
フレイマン3大プロジェクトのうち、機動性を重視して作られたシリーズ。第二次ハフマン紛争時、USN軍の一部で使用された。
- オルクス【1ST】
- オルクス2【1ST】
- S-オルクス【1ST】
オルクスシリーズの最終発展系となった機体。シリーズの欠点であった耐久性の低さを克服し、バランスの取れた機体となっている。

#### シャイアン・シリーズ
フレイマン初の自社製WAP。第1次ハフマン紛争時に開発・製造され高い汎用性が評価された。第2次ハフマン紛争においても一部後方支援向けの機体として運用されている。曲線を多用したフォルムが特徴。
- シャイアン【5th】
- シャイアンF【5th】
- シャイアンTX【5th】 - 改造バリエーション。

#### 搭乗パイロット一覧
フレイマン社製の機体に搭乗した主なパイロット。()内は登場タイトル。
- ストーク・シリーズ
  - ジーナ(1ST、DS)
  - ラトーナ・ラディオーナ・ヴァシレフ(4th)
- アブニール
  - グレゴリオ・マイアス(1ST)
- ボナート
  - ポルンガ(1ST)
- Sオルクス
  - ゲイル(1ST)
  - ロラン・コノリー(1ST)
  - マリア・パレデス(1ST)
  - ビリー・レンゲス(1ST、DS)
- シャイアン
  - ダモン・マンフィールド(5th)

## ホープライズ

### 会社概要
- 社名 HOPERISE
- 本社 U.S.N.（メキシコ）
- 創業 2011年
- 登場作品 『1ST』『4th』『FMO』

### 事業部
武器内蔵腕、WAP用COMの開発の他、大型機動兵器の開発にも長けている。中でもクリントン型は後の大型機動兵器の変遷の一つである多脚型WAPの代表格である。

### ヴァンツァー
バウワース(Bauers)【5th】
ホバー型レッグパーツ。ホバーとしては珍しく、2脚型でもある。他にHS、F型。

#### 武器内蔵腕
- ホーネット・アーム(Hornet)【FMO】
  - ホーネット【1ST,4th,FMO】 - BZ内蔵武器腕。
- ミノタウロス・アーム(Minotaur)【4th】
BZとRKの内蔵武器腕。『4th』の隠しパーツであり、ゲームバランスを崩すだけの威力を有した。
- ヴァンパイア・アーム(Vampire)【4th,FMO】
  - ヴァンパイア【1ST,4th,FMO】
MGとMSの内蔵武器腕。

### 大型機動兵器

#### クリントン型
| クリントン(Clinton) | クリントン(Clinton)                |
| ------------------- | ---------------------------------- |
| メーカー            | ホープライズ（U.S.N.（メキシコ）） |
| 固定武装            | 搭載MG                             |

- クリントン型【1ST】
- クリントン型B(C)装備(OSV-05b,08c)【FMO】
ホープライズ社製大型機動兵器。ただし、プロトタイプのみセンダー社製。全長8.7m、重量41.7t。

大型機動兵器の元祖、雛形とも言うべき4脚の大型ヴァンツァーで、後の多脚型ヴァンツァーの設計モデルとなる。EC名は「ディラック」であり、US名は20世紀末期の旧アメリカ合衆国大統領に由来する。
機体上部に三門の重機関砲を装備し、大火力を実現した反面、4脚ではなおバランスが悪く、機動力の低下を招いた。フリーダム防衛戦でキャニオンクロウと交戦した同モデルが特に有名であるが、上部武装を大口径砲に換装し下部に機関砲を装備したモデルも紛争中に確認されている。
量産にこそ到らなかったものの、試作機らしいオレンジの塗装は今なお人目を引き付けてやまない。
以下のバリエーションが存在する。
- プロトタイプ【1ST(PS)】 - この型のみセンダー社製。クリントン型の試作機。
- イノーヴァー(INNOVA)【1ST】
- バンヤン(BANYAN)【1ST】 - 基本構造はクリントン型に則っているが、細部と搭載武装が異なる。
- ビューレン(BUREN)【1ST(DS)】 - クリントン型の都市仕様機で高機能型。クリントン同様に名称はUS歴代大統領の名に由来する。

#### グラスター型
大型機動兵器でありながら、2足歩行を可能とした機種。パーツ自体はMULS-P規格に互換性を持たせているようで、通常のWAPへの換装も可能となっている。優れた耐久性に任せ、敵陣を突破、戦線を押し広げる事を目的としていたが、第2次ハフマン紛争時にはやや旧式との評であり、被弾面積の大きさが問題とされた。
グラスター(Grostar)【1ST】
両腕部にマシンガン内蔵腕。イグチ社製COM「キュオ」を標準装備する。第2次ハフマン紛争に投入される。
アルゲム(Algem)【1ST,FMO】
グラスターの改良版。同様のコンセプトに則っているが、武装はマシンガン＋ライフルに換装されている。他にTS型。